# Сінг-Сінг (фестиваль)

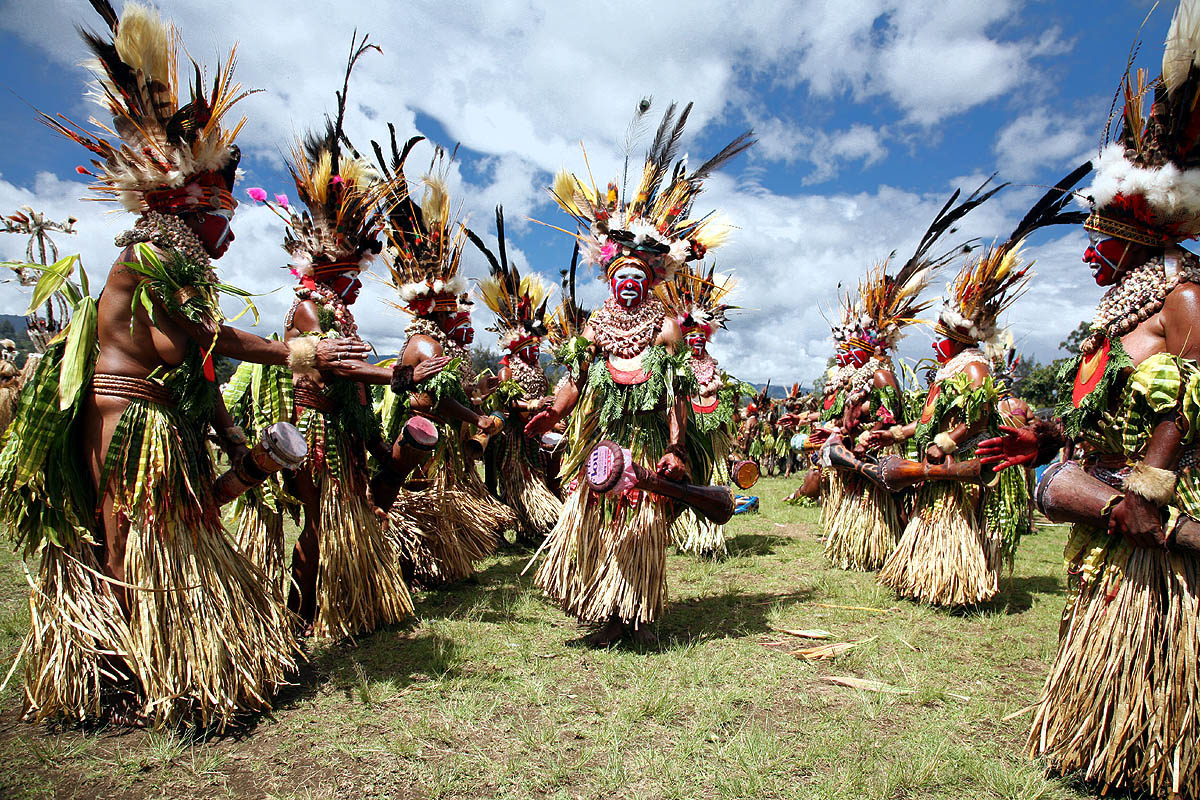
Фестиваль Сінг-Сінг

Сінг-Сінг — фестиваль народного танцю, одне з найголовніших свят Нової Гвінеї. Фестиваль проходить щорічно 16 вересня в містечку Горока. Фестиваль приурочений до головного свята країни — Дня Незалежності Папуа Нової Гвінеї (яку країна отримала в 1975 році) і це відрізняє його від безлічі інших фольклорних фестивалів, які досить часто проводять практично в кожному районі країни. Це наймасштабніший захід в Папуа Нової Гвінеї.
Фестиваль Сінг-Сінг проводиться біля підніжжя однієї з найвищих гір Папуа Нової Гвінеї — Вільгельм. На фестиваль щорічно приїжджають близько 90 папуаських племен з різних островів Папуа Нової Гвінеї, яких всього в країні близько 600. Загальна кількість аборигенів на фестивалі досягає 40000. Всі племена одягнені в національні костюми і прикраси. Але у кожного племені є свої відмітні особливості: окремі елементи вбрання, що відображають місцевість, де мешкає дане плем'я, відповідний бойовий окрас та інше. Під час фестивалю всі учасники з'єднуються в традиційному танці «сінг-сінг», б'ють у барабани, сміються, співають, роблять ритуальні обряди, спілкуються. Особливо слід виділити саме спілкування, це дуже важливий соціальний аспект щорічного фестивалю. Папуаські племена живуть відособлено і ізольовано, а на фестивалі їм надається прекрасна можливість познайомитися ближче, поділиться новинами, можливо навіть трохи попліткувати. Фестиваль Сінг-Сінг — дуже цікаве і веселе дійство, тому крім безпосередніх учасників шоу, він ще приваблює безліч туристів з різних країн світу. До того ж, відвідування фестивалю — комфортне і безпечне, місцеві жителі досить прихильно ставляться до представників різних рас і народів. Враховуючи клімат Папуа Нової Гвінеї, майданчик, на якій проводиться шоу, обладнаний навісами, де можна легко перенести спеку.

## Різноманітність племен

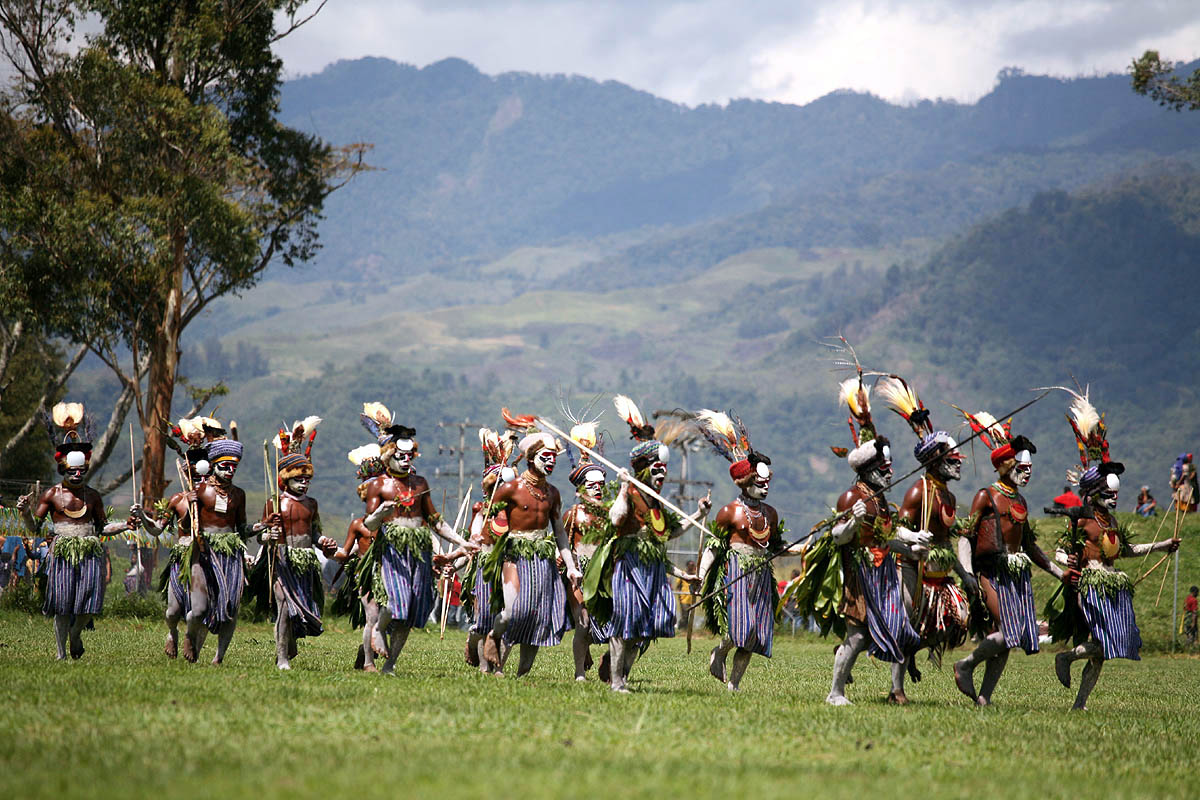

Для створення своїх вбраннь і образів використовуються в основному підручні матеріали та інструменти — глина, мотузочки, квіти, листя, фарби і т. д. З усього цього створюються яскраві, барвисті і незвичайні вбрання і всі вони унікальні, неповторні, схожості в образах немає. Жителі племені Сулі Мулі або Рапако відомі своїми дивовижними зачісками. Плем'я Омо Масалай (Omo Masalai) з містечка Сімбу відомі своїм моторошним розмальовуванням тіл у вигляді скелетів. Такими образами вони наводять страх на своїх конкурентів. Не менш цікаві костюми у людей з племені Гурурумба або Асар. Все своє життя це плем'я займається свинарством, тому в їх образах завжди були присутні свинячі голови, зрозуміло не справжні, а з глини. Чоловіки племені Хулі розтирають на своєму тілі червону глину або наносять чорну фарбу, обличчя ж розмальовують яскраво-жовтою, майже кислотного кольору, фарбою. Голову прикрашають строкаті шапки, прикрашені довгими красивим пір'ям райських птахів.
Танці в загальному можна розділити на дві групи: бойові і традиційні. Під звучання не хитромудрих музичних інструментів, кожне плем'я намагається через танець показати свою майстерність, спритність, красу і своєрідність.
Фестиваль «Сінг-Сінг» зовсім молодий, він відкрився тільки в 1961 році, але він корінням сягає глибоко в минуле. За десятки років свого існування «Сінг-Сінг» об'єднав сотні ворогуючих племен і людей. Папуаси здогадалися, що краще змагатися і доводити свій привілей не через силу і кровопролитні бійні, а за допомогою мистецтва — танцю, пісні і художества. Подібні заходи існували в Папуа Новій Гвінеї раніше, але вони носили тільки міжплемінний характер.